# Tataren-Lattich

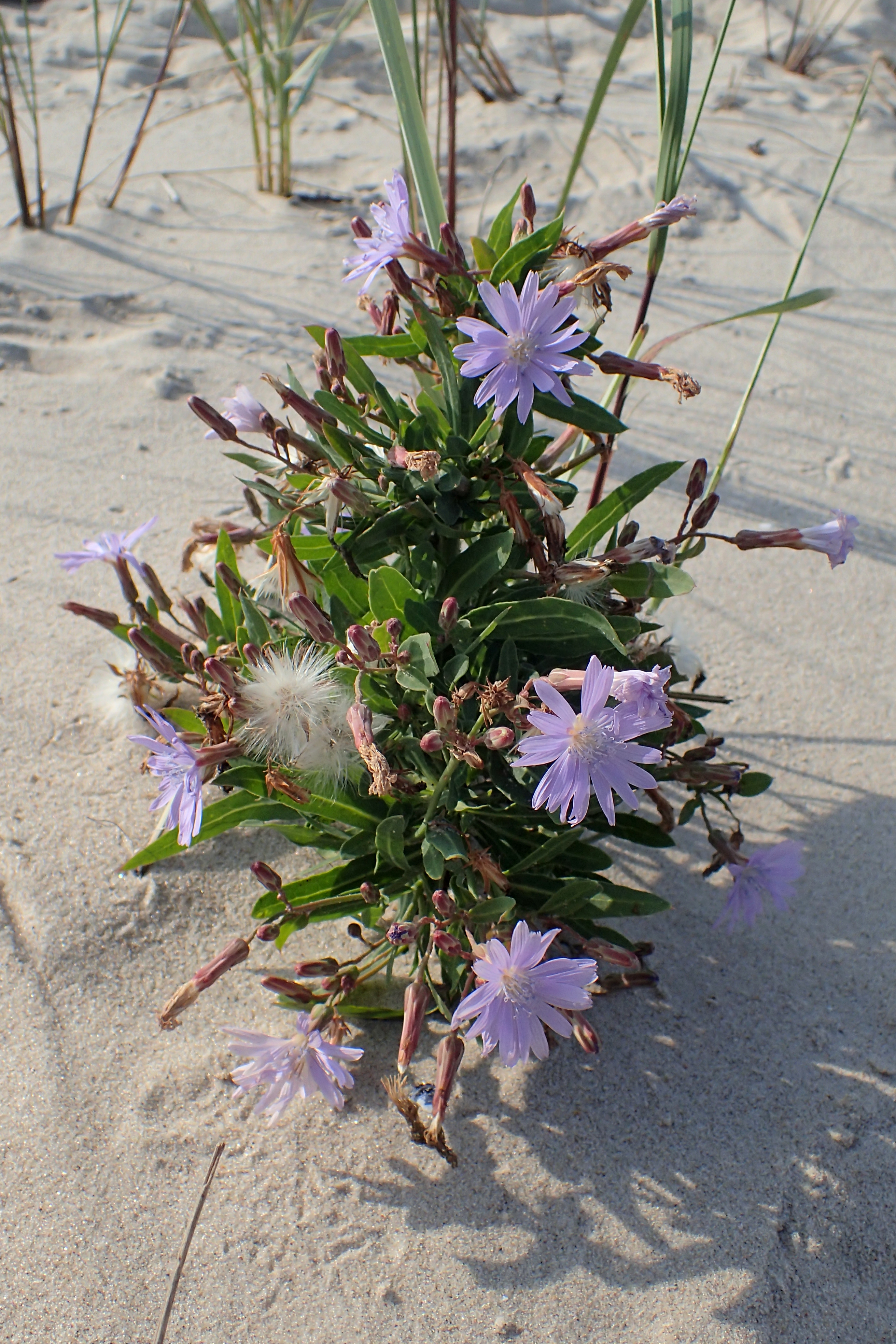
Tataren-Lattich an der Ostsee in Polen

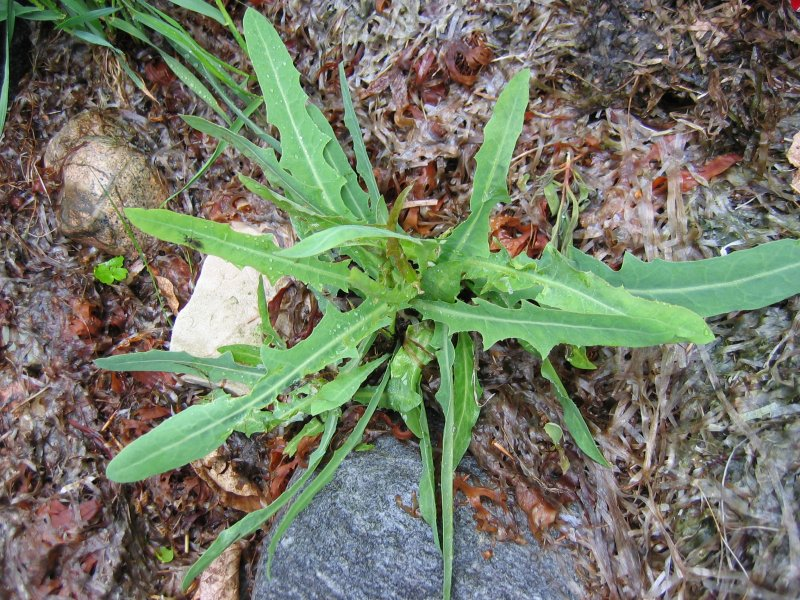
Tataren-Lattich (Lactuca tatarica)

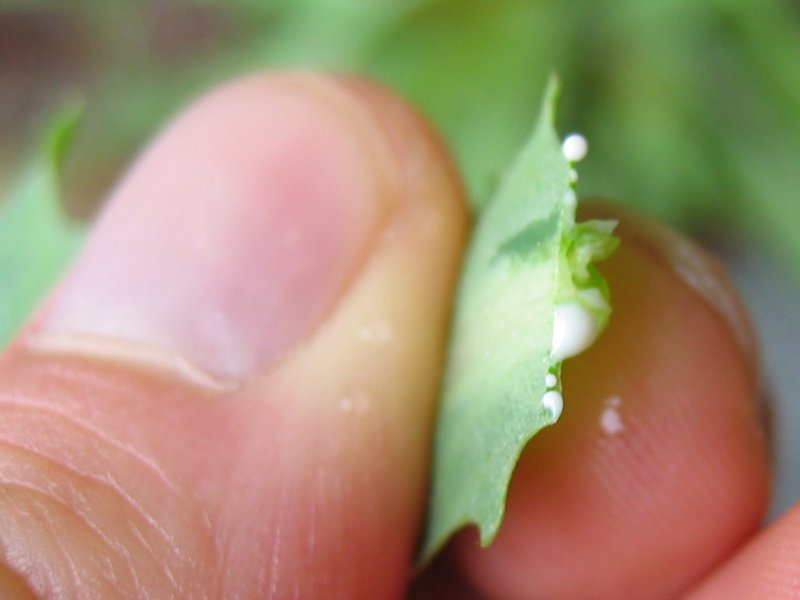
Weißer Milchsaft des Tataren-Lattichs

Der Tataren-Lattich (Lactuca tatarica) ist eine in Osteuropa heimische, in Deutschland im 20. Jahrhundert eingebürgerte Pflanzenart aus der Gattung Lattich (Lactuca) innerhalb der Familie der Korbblütler (Asteraceae).

## Beschreibung

### Vegetative Merkmale
Der Tataren-Lattich ist ein ausdauernder Hemikryptophyt. Er bildet unterirdische Ausläufer und wird 30 bis 100 Zentimeter hoch. Die Stängel sind aufrecht, rundlich, fingerdick, ganz oder fast ganz kahl. Die grundständigen Laubblätter, die zur Blütezeit meist vertrocknet sind, sind bis 18 Zentimeter lang und bis 5,5 Zentimeter breit und in den Stiel verschmälert. Sie sind schrotsägeförmig fiederspaltig mit großen, dreieckigen waagrecht abstehenden oder zurückgebogenen, fein gezähnelten Seitenabschnitten und langgezogenem Endabschnitt. Die folgenden Blätter sind schwächer eingeschnitten und kürzer gestielt; die obersten sind nur lanzettlich und sitzend, selten rundlich bis spatelförmig.

### Generative Merkmale
Blütezeit ist Juli bis August.
Die Blütenköpfchen stehen in einer Rispe. Die Hüllblätter sind länglich-lineal, weiß berandet und tragen purpurrote Striche und Flecken. Die Köpfchen bestehen nur aus etwa 20 Zungenblüten. Die Blüten sind blau, selten weiß. Die Früchte sind Achänen; sie sind deutlich zusammengedrückt, geschnäbelt und rundum längsfurchig. Der Fruchtschnabel ist dabei viel kürzer als die braungrüne Frucht. Der Pappus ist stielartig hochgehoben und weiß.
Die Chromosomenzahl beträgt 2n = 18, 16 oder 27.

## Ökologie
Der Tataren-Lattich entwickelt ein besonders langes Wurzelsystem. Bei Sprosshöhen von 23 Zentimetern wurde eine Wurzellänge von 25 Zentimetern, bei 11 Zentimeter Höhe sogar 15 Zentimeter Wurzellänge festgestellt. Blütenbesucher sind Käfer, Falter (Lycaena- und Vanessa-Arten) und Hummeln, besonders die Steinhummel (Bombus lapidarius).

## Verbreitung
Die Heimat des Tataren-Lattichs ist Osteuropa, Asien und Nordamerika. In Mitteleuropa und Nordeuropa wurde er eingeschleppt. In Deutschland gilt er als eingebürgert (Neophyt) und kommt vor allem im Bereich von Nord- und Ostsee vor. In Österreich ist er in Niederösterreich selten und unbeständig und wurde hier erst „in neuester Zeit eingeschleppt“. Er kommt nur bis in die colline Höhenstufe vor. Er wächst in Strandheiden, Dünen, Spülsäumen, auf Schutt, Brachen und Bahnanlagen. Er kommt auf feuchten bis mäßig trockenen, nährstoffreichen, auch salzhaltigen Böden vor. Er gedeiht in Gesellschaften der Verbände Elymo-Honkenyion peploidis und Agropyro-Rumicion, aber auch in Gesellschaften der Ordnung Cakiletalia maritimae.

## Systematik
Man kann zwei Unterarten unterscheiden:
- Lactuca tatarica (L.) C. A. Mey. subsp. pulchella (Pursh) Stebbins (Syn.: Lactuca pulchella (Pursh) DC.): Sie kommt in Nordamerika vor.[3] Die Chromosomenzahl ist 2n = 18.[2]
- Lactuca tatarica (L.) C. A. Mey. subsp. tatarica: Sie kommt ursprünglich in Ost- und Südosteuropa, in West- und Zentralasien, in Pakistan und Indien, in Sibirien, im Kaukasusraum, in der Mongolei und in China vor.[3] In Nordeuropa, Mitteleuropa, im Baltikum und in Frankreich ist sie ein Neophyt.[3]